# Альфьери, Витторио
Граф Витто́рио Альфье́ри (итал. Vittorio Alfieri; 16 января 1749, Асти — 8 октября 1803) — итальянский поэт и драматург-классицист, «отец итальянской трагедии».

## Жизнь
Родился 16 января 1749 года в Асти (Пьемонт). Учился в Турине, увлёкся литературой и начал писать стихи, рано оказавшись свободным после смерти дяди-опекуна, путешествовал по Франции и Голландии, Швеции и Великобритании; неудовлетворённость странами сочеталась с любовными неудачами, преследовавшими поэта. С 1775 года начал писать драмы, сперва по-французски (родным был пьемонтский диалект), затем Альфьери глубже изучил литературный итальянский язык и перешёл на него.
Во Флоренции Альфьери влюбился в принцессу Луизу, графиню Олбани, 24-летнюю жену пожилого британского претендента на престол (Карла Эдуарда Стюарта, некогда «красавчика Чарли»), и, чтобы быть с ней рядом, отказался от наследственного имущества в Турине и передал его сестре. Его возлюбленная с разрешения папы римского ушла от мужа, который дурно с ней обращался; Альфьери последовал за ней в Рим, где сочинил четырнадцать трагедий. Затем поэт путешествовал по Италии, не желая вредить репутации Луизы. Наконец они, покинув Италию из-за гнева деверя Луизы, кардинала Стюарта, воссоединились в Кольмаре (Эльзас) и прожили вместе до конца жизни, не скрывая отношений и деля время между Кольмаром и Парижем, где у них был литературный салон. После Великой французской революции Альфьери и графиня Олбани в 1792 году вновь переехали во Флоренцию (несмотря на тираноборческие мотивы своих трагедий, поэт выступал против якобинцев).
В последние годы Альфьери усиленно изучал греческую драму. Свою бурную жизнь он описал в книге «Жизнь Витторио Альфьери из Асти, рассказанная им самим» (издана посмертно, 1806). Альфьери похоронен во флорентийской базилике Санта-Кроче, между Макиавелли и Микеланджело, автором его надгробия является Антонио Канова.

## Творчество
Сам Альфьери классифицировал свои трагедии так:
«любовные»
- «Клеопатра»
- «Филипп»
- «Розамунда»
- «Софонисба»
- «Октавия»

«трагедии свободы»
- «Виргиния»
- «Заговор Пацци»
- «Тимолеон»
- «Агис»
- «Брут I»
- «Брут II»

«трагедии о борьбе за трон»
- «Полиник»
- «Агамемнон»
- «Дон Гарсиа»
- «Мария Стюарт»

«трагедии семейных чувств»
- «Орест»
- «Антигона»
- «Меропа»
- «Альцеста»

«трагедии внутренней борьбы»
- «Мирра» — история любви Перея и Мирры.
- «Саул» (1782) — посвящена его другу Томмазо Вальперга ди Калузо

Альфьери принадлежат шесть комедий в стихах (1800—1802), около 200 сонетов, поэма «Отмщённая Этрурия», 16 сатир, антифранцузские (связанные с наполеоновскими походами в Италию) памфлеты «Мизогалл» (1799), эпиграммы, пять од, переводы из античных авторов. Он писал также теоретические трактаты.
В 1827 году А. С. Пушкин перевёл монолог Изабеллы из трагедии Альфьери «Филипп» («Сомненье, страх, порочную надежду…»).

## Сочинения
- Альфиери В. Орест. Саул. Мирра. Брут Второй / Пер. с итальян. // Гольдони К. Комедии. Гоцци К. Сказки для театра. Альфьери В. Трагедии. — М.: Художественная литература, 1971.